# Радавський Юрій Леонідович
Юрій Леонідович Радавський (12 березня 1941, Воронеж — 25 травня 2007) — український молекулярний біолог, доктор біологічних наук, професор.

## Біографія
Народився 12 березня 1941 року в місті Воронежі (РРФСР) в родині службовця. Трудову діяльність розпочав у 1958 році після закінчення Київської середньої школи № 85. Працював учнем з холодильних устаткувань НДІ епідеміології і мікробіології МОЗ УРСР, токарем на одному із заводів Києва. У 1959–1960 роках навчався в Томському медичному інституті. У 1965 році закінчив біологічний факультет Київського державного університету імені Тараса Шевченка за спеціальністю «біолог-вірусолог». Біологічна освіта й подальша робота в Інституті геронтології АМН СРСР та Київському медичному інституті ім. О. О. Богомольця визначили наукові інтереси Ю. Л. Радавського як такі, що знаходилися на стику хімії, біохімії і медицини.
З 1967 по 1970 рік навчався в аспірантурі Інституту молекулярної біології і генетики АН УРСР, де під керівництвом професора С. Б. Серебряного проводив роботу із встановлення амінокислотної послідовності та вивчення вторинної структури фрагментів бромціанового розщеплення білка тіл включення вірусу ядерного поліедрозу тутового шовкопряда. У 1974 році успішно захистив кандидатську дисертацію на тему: «Дослідження фрагментів бромціанового розщеплення білка тіл включення вірусу ядерного поліедрозу Bombyx mori».
З 1970 по 1977 рік обіймав посади інженера і молодшого наукового співробітника Інституту молекулярної біології і генетики АН УРСР, у 1977–1983 роках — старшого наукового співробітника Інституту епідеміології та інфекційних хвороб ім. Л. В. Громашевського МОЗ УРСР, з 1983 року — старшого наукового співробітника відділу біоорганічної хімії Інституту органічної хімії АН України. Після створення у 1987 році Інституту біоорганічної хімії та нафтохімії НАН України був завідувачем лабораторії, а потім відділу структури і функції білків і пептидів.
У 1994 році захистив докторську дисертацію «Антигенна структура капсидних білків вірусів рослин і білкових антигенів Bordetella pertussis», яка була присвячена вивченню антигенної структури капсидних білків X-, Y- і M-вірусів картоплі, дослідженню імуногенних і антигенних властивостей коклюшного токсину і філаментозного гемаглютиніну із Bordetella pertussis, а також ряду синтетичних пептидів, які відповідали амінокислотній послідовності окремих функціональних ділянок цих білків.

Могила Юрія Радавського

У 1993–1995 роках дослідження протективних білків коклюшного мікроба фінансувалися Міжнародним науковим фондом (Фонд Сороса). Юрій Леонідович був одним із розробників і керівників проекту «Національна програма імунопрофілактики населення України 1993–2000 рр.», членом Нью-Йоркської академії наук, Комітету з питань імунобіологічних препаратів МОЗ України, комісії з імуноферментних препаратів Фармакологічного комітету МОЗ України. Брав участь у роботі декількох спеціалізованих вчених рад із захистів кандидатських і докторських дисертацій.
У 1995 році Ю. Л. Радавському присвоєно звання професора зі спеціальності «біоорганічна хімія, хімія природних і фізіологічно активних речовин». Під його керівництвом виконано 6 кандидатських дисертацій. Він був висококваліфікованим спеціалістом в галузі хімії білка та імунохімії, автором майже 100 наукових публікацій. Брав участь у роботі багатьох зарубіжних і вітчизняних конгресів і симпозіумів.
В останні роки вчений досліджував пептиди — інгібітори фурину, які б забезпечували ефективну нейтралізацію бактеріальних токсинів. Після тяжкої хвороби помер 25 травня 2007 року. Похований на Байковому кладовищі (стара частина).